# Communauté de communes du Val de Sorne
La Communauté de communes du Val de Sorne est une ancienne communauté de communes française située dans le département du Jura.

## Historique
- Elle fusionne le 1er janvier 2017 avec la communauté d'agglomération ECLA.

## Composition
Elle regroupait les 8 communes suivantes au 31 décembre 2016 :
| Nom              | Code Insee | Gentilé        | Superficie (km2) | Population (dernière pop. légale) | Densité (hab./km2) |
| ---------------- | ---------- | -------------- | ---------------- | --------------------------------- | ------------------ |
| Macornay (siège) | 39306      | Macorneusiens  | 4,60             | 999 (2014)                        | 217                |
| Bornay           | 39066      |                | 6,76             | 169 (2014)                        | 25                 |
| Courbette        | 39168      | Courbattiers   | 2,65             | 49 (2014)                         | 18                 |
| Geruge           | 39250      | Gerugeois      | 4,36             | 167 (2014)                        | 38                 |
| Gevingey         | 39251      | Gevingeois     | 5,90             | 457 (2014)                        | 77                 |
| Moiron           | 39334      | Moironnais     | 1,85             | 134 (2014)                        | 72                 |
| Montaigu         | 39348      | Montacutains   | 7,10             | 467 (2014)                        | 66                 |
| Vernantois       | 39552      | Vernantoisiens | 6,99             | 345 (2014)                        | 49                 |

## Compétences
- Activités sociales
- Création, aménagement, entretien et gestion de zone d'activités industrielle, commerciale, tertiaire, artisanale ou touristique
- Action de développement économique (Soutien des activités industrielles, commerciales ou de l'emploi, Soutien des activités agricoles et forestières...)
- Schéma de cohérence territoriale (SCOT)
- Constitution de réserves foncières
- Prise en considération d'un programme d'aménagement d'ensemble et détermination des secteurs d'aménagement au sens du code de l'urbanisme
- Création, aménagement, entretien de la voirie
- Tourisme
- Autres actions environnementales
- Préfiguration et fonctionnement des Pays